# Garrulax ferrarius
Garrulax ferrarius là một loài chim trong họ Leiothrichidae.
Loài chim này từng được coi là đặc trưng của loài khướu cổ trắng, G. strepitans. Chúng được tìm thấy ở Tây Nam Campuchia. Môi trường sống tự nhiên của chúng là các khu rừng đất thấp ẩm nhiệt đới hoặc cận nhiệt đới và rừng trên núi ẩm nhiệt đới hoặc cận nhiệt đới.